# 혈액형

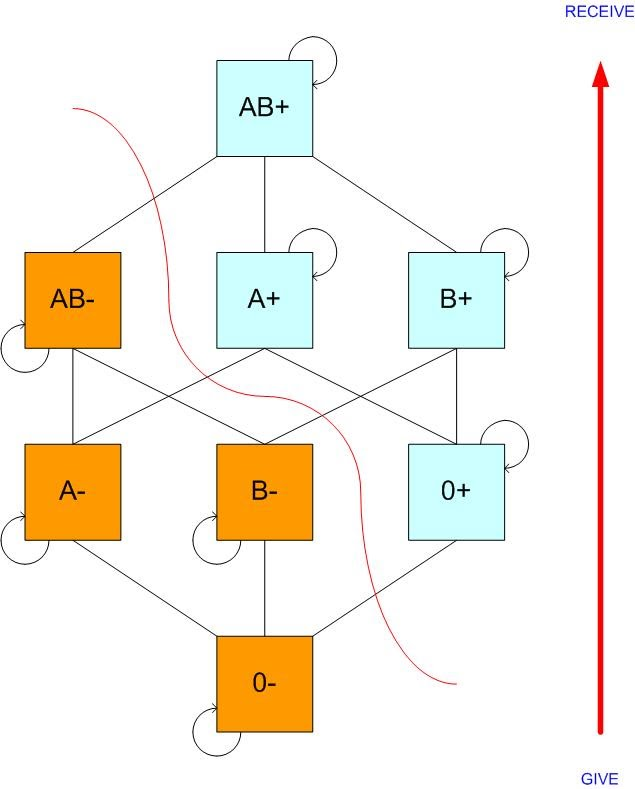

혈액형(血液型, 문화어: 피형)은 적혈구의 세포막에 있는 항원인 여러 종류의 당단백질의 유무에 따라 분류되는 혈액의 종류를 일컫는다.

## 종류
ABO식 혈액형이 유명하나 사람의 경우 이 외에도 RH식, MNSs, Lewis Duffy, Kidd 등 500여 가지 항원이 존재한다. 이 가운데 ABO식과 RH식이 중요하게 다루어지는데, 수혈을 하였을 때 항원항체 반응으로 서로 다른 혈액형의 적혈구를 파괴하기 때문이다. ABO식에도 많은 돌연변이가 있어 약(弱)A형(weak A형)이나 약B형(weak B형)의 경우 O형으로 오진될 수 있고, AB인자가 결합되어 O형의 배우자와 만나 낳은 자식이 AB형이 되는 시스-AB형, A인자와 B인자가 함께 있는 혈액 키메라 등이 생길 수 있다. 한편 인간 이외의 다른 동물도 혈액형이 구분되는데 개와 같은 경우 11가지의 혈액형이 알려져 있다.

### ABO식
1901년 오스트리아의 카를 란트슈타이너(Karl Landsteiner)에 의해 구분된 방식. ABO식에 따라 서로 구분되는 인간의 혈액형의 종류는 A형, B형, AB형 그리고 O형 네 가지이다. O형은 과거 C형으로 불렸다. 기본적으로 사람과 사람의 혈액을 섞었을 때 일어나는 응집반응의 여부로 구분하며, 이는 면역에서 말하는 항원과 항체 반응의 결과이다.

### Rh식
같은 란트슈타이너가 1940년 붉은털원숭이(rhesus monkey)의 혈액과 응집반응 여부를 통해 구분한 혈액형이다. 이 경우는 다음과 같다.
- Rh+ : Rh 항원을 가지고 있다.
- Rh- : Rh 항원을 가지고 있지 않다.

이 혈액형은 어머니가 Rh-형이고 태아가 Rh+형인 경우, 첫 번째 출산으로 어머니의 몸 속에 Rh+에 대한 항체가 생겨 두 번째 아이의 임신에 영향을 주는 신생아 용혈성 빈혈(적아세포증)에 중요하다. 또한 동양인은 Rh-형이 극히 적으므로, 수혈 시에 상당한 문제가 되기도 한다.
Rh-형은 동양에서는 전체의 1%도 안 되는 반면, 서양에서는 Rh-형이 전체의 20%를 차지한다. 이런 희귀성 때문에 동양국가에서는 Rh-형인 사람들을 따로 등록해 두기도 한다.

#### 바디바바디바
바디바바디바(-D-/-D-)는 존재할 확률이 적은 희귀 혈액형으로 Rh식 혈액형의 항원 C, D, E 중에서 일반인 대부분이 갖고 있는 C, E 항원이 없는 혈액형을 일컫는다. (참고로 항원 CDE가 적혈구에 모두 포함되어 있다면 Rh+, CE만 있다면 Rh-이다.) C와 E가 없다는 의미로 -D-/-D-로 표기하고, '바디바'로 발음한다. 부모 양쪽으로부터 모두 바디바(-D-)를 받을 경우에 나타나는데 만일 바디바바디바 혈액형을 가진 산모가 다른 혈액형 남성의 아이를 가지면 혈액형부적합임신에 따라 이상항체가 만들어져 태아가 심한 용혈성질환에 걸려 심하면 태아 사망도 유발될 수 있다. 그렇기 때문에 바디바바디바 혈액형을 가진 아이가 태어나려면 부모에게 모두 인자가 있어야 하는데 인자 자체가 희귀하기 때문에 혈액형이 나타날 확률은 매우 적다. 30만명당 1명 꼴로 태어나고, 대한민국에는 2006년까지 3명이 확인되었다.

##### 혈액부족으로 나타난 사례
대한민국에서는 단 2차례의 보고 예만 있을 정도로 희귀한데, 그 중 한 예로 2004년 7월 이 혈액형을 가진 산모가 유산에 따른 출혈 과다로 입원해 대한민국의 다른 바디바바디바 혈액형의 사람으로부터 혈액을 공급받았으나 혈액량이 부족해 대한적십자사를 통해 일본에서 몇 년 전 헌혈받아 냉동시켜 놓았던 혈액을 공수받아 위기를 넘겼다.

## 검사 방법
이 혈액형은 anti-D 혈청 시약을 약 200배 정도로 희석한 용액으로 환자 혈액과 반응시켜 검사하는데, 이 희석 용액에서는 일반적인 anti-D 시약에 의한 양성 반응을 보이는 검체에서는 음성이 보이는데 반해 이 혈액형을 가진 혈액과 반응시키면 양성 반응을 보이므로 구분이 가능하다. 양성 반응이 나타나면 이 혈액형을 의심하면서 확인 검사로 C항원과 D항원 검사를 시행한다.

## 란저레이스, 주니어
미국버몬트대학 생물학자 브라이언 발리프 등이 참가한 연구팀이 '란저레이스(Langereis)형'과 '주니어(Junior)형'으로 구분하는 새로운 단백질을 발견했다. 각 단백질엔 'ABCB6'과 'ABCG2' 이 붙여졌다.

## 수혈
2006년까지 알려진 혈액형의 종류는 대략 500종이다. 그 중 가장 중요한 것은 ABO와 Rh 혈액형이다. 이 두 종류만이 현재로서는 99% 이상의 수혈에 문제가 없게 할 수 있는 혈액형이다. 이 두 혈액형이 맞았을 때 수혈에 문제를 일으킬 수 있는 경우는 극히 드물다. 그러므로 수혈할 때 이 두 가지 혈액형만 검사를 한다. 혈액형이 다를 경우 용혈성 빈혈을 일으킬 수 있다. 일반적으로 O형은 A, B, AB형 모두에게 수혈해 줄 수 있고, AB형은 모두에게 받을 수 있으나(소량) 전시상황 같은 부득이한 경우가 아니면 같은 혈액형이어야 부작용이 적다. 병원에서는 원칙적으로 같은 혈액형만 수혈을 한다.

## 질병과 관련된 유병율의 차이
혈액형에 따라 질병의 유병율 차이가 있다는 주장도 있다. 일설에 따르면 A형은 위암(gastric cancer)에 걸릴 확률이 O형보다 약 1.1배 높다. O형 혈액형은 십이지장 궤양(duodenal ulcer)에 걸릴 확률이 높다. 이것은 소화기 질환이 병태생리학적으로 진행될 때 생기는 출혈때 적혈구의 항원-항체 반응이 위점막에 끼치는 영향이 각기 다르기 때문으로 생각된다. 소화기 질환뿐만 아니라, 혈액형별로 세균 및 바이러스에 대한 저항성이 다르다고 주장한다. 예를 들면 O형인 사람들은 다른 혈액형 보유자들에 비해 말라리아에 대한 내성이 높거나 AB형 보유자들은 비교적 콜레라에 강한 내성이 존재한다는 것이 그 예. 이것은 대륙간, 인종간 혈액형 분포의 차이에 의해 생기는 것이라고 주장한다. 예를 들어 남아메리카 원주민의 경우 O형이 압도적으로 많은데, 이것은 특정 바이러스가 그 지역 및 인종에 광범위하게 유행한 적이 있고, 그로 인해 특정 혈액형이 압도적으로 많아졌고 한다.
다만 어디까지나 일부의 주장에 불과하며 아직 혈액형 관련 질병에 따른 유병율의 차이에 관한 연구결과가 미비한 상황이라 아래의 혈액형의 따른 성격의 차이처럼 신빙성은 없다.

## 성격과 관련된 주장
과학적인 근거는 전혀 없으며, 대부분의 국가에서는 혈액형과 성격의 연관성을 믿지 않으나, 대한민국과 일본 사람들이 ABO식 혈액형과 성격의 연관성을 믿는 경우가 많다.

### 혈액형과 성격을 관련시킨 유래
다윈과 골턴, 멜더스 이후 20세기 초 유럽에서는 우생학이 유행하고 있었다. 주로 백인종이 다른 인종보다 우월하다는 것을 학문적으로 입증하려 한 것들이었다. 1901년 란트슈타이너에 의해 발견된 ABO식 혈액형 지식이 도입되면서, 1910년대 독일 하이델베르크대의 에밀 폰 둥게른(Emile von Dungern) 박사는 ‘혈액형의 인류학’이라는 논문에서 혈액형에 따른 인종 우열 이론을 폈다. 더러워지지 않은 순수 유럽민족, 즉 게르만민족의 피가 A형이고 그 대척점에 있는 B형은 유대인과 아시아 인종에게 존재한다고 주장했고, 이런 연구를 통해 A형이 우수하고 B형은 뒤떨어지며, 따라서 B형이 비교적 많은 유대인들과 아시아인들은 원래 뒤떨어진 인종이라는 주장이 나왔다. 이후, 이러한 주장은 거짓인 것으로 밝혀졌다.
1916년, 독일로 유학을 다녀온 일본인 의사 키마타 하라는 혈액형과 성격을 연결시키려는 조사 논문을 발표했다. 1925년경, 일본의 육군과 해군은 병사들의 혈액형을 기록하기 시작하였고, 그 정보가 그들의 강점과 약점을 파악하는 데 유용할 것이라고 믿었다. 그 영향을 받아 철학을 공부하고 동경여자사범학교의 강사로 있던 후루카와가 1927년 8월 자기 친척, 동료, 학생 등 319명을 조사해 <혈액형에 의한 기질연구>라는 논문을 일본심리학회지에 발표하였는데, 일본은 황인종의 나라이니만큼 차마 인종간의 우열기준으로 사용하진 못했고 그 대신 성격을 나누는 기준으로 바꾸었던 것이다. 그의 이론에 따라 1930년대 처음으로 이력서에 혈액형 칸이 생겼다. 고용될 사람이 어느 정도 회사에 적응할 것인지를 미리 파악할 수 있다는 믿음에서였다. 1937년 외무성 관련 업무를 하던 한 의사는 O형인 사람이 더 훌륭한 외교관이 될 수 있다고 보고하기도 했다.
이 설은 그다지 지지를 얻진 못하고 일단 사라졌으나 전후 이 설의 영향을 받은 작가 노오미(能見)의 책(1971년)이 인기를 얻으면서 《혈액형 인간학》이 유행을 일으켰다. 노오미는 작가생활을 하면서 만나본 사람들을 관찰한 결과에 따라 ABO식 혈액형과 성격의 연관성에 대해 저술했다. 이후 이 이론은 여성지 등을 중심으로 궁합문제, 직업문제, 대인관계, 학습법 등으로 응용되고 온갖 파생 상품들도 생겨나게 되었다. 80년대에 들어오면서 여러 학자들의 비판으로 그 붐이 가라앉긴 했지만, 현재도 많은 관련 잡지와 책 등이 출판되고 있으며 점술업 등에서도 널리 이용되고 있다. 또한 혈액형 성격설 맹신자들 사이에서는 어느정도 통계적으로 유의미한 결과가 나타난다는 심리학회의 연구결과가 있는데 이는 피그말리온 효과에 의한 것이라 생각된다고 한다.

### 분석
이렇게 통계적으로도 학술적으로도 근거 없는 혈액형과 성격의 연관성을 사람들이 계속 믿게 되는 이유에 대해서 심리학에서는 다음 이론들로 설명된다.
- 선택적 지각: 자기에게 의미 있는 정보나, 특별한 정보만을 선택적으로 받아들이는 현상
- 바넘효과: 사람들이 보편적으로 가지고 있는 성격이나 심리적 특징을 자신만의 특성으로 여기는 심리적 경향
- 피그말리온 효과: 타인이 나에게 기대하는 것이 있으면 기대에 부응하는 쪽으로 변하려고 노력하게 되는 것
- 확증편향: 사람들이 자신의 생각과 일치하는 상황이나 자료만 찾아내고 그와 반대되는 것들은 무시하거나 폄하하는 심리

## 희귀 혈액형
- MkMk형
- 밀텐버거형
- weak A형
- weak B형
- 바디바/바디바(-D-/-D-)형
- 란저레이스(Langereis)형
- 주니어(Junior)형
- cis-AB형
- ABCB6형
- ABCG2형
- Rh-null형
- MNS형
- Rh-형
- Rh-nell형